# Ridovics Péter
Ridovics Péter (Budapest, 1953. július 19.) magyar festőművész.

## Élete és munkássága

### Életút
Édesanyja, Ruppert Zsuzsa (1934-2009), édesapja, Ridovics László (1925- 2018) festőművészek és nagybátyja, Rábai Ridovics Ferenc (1923-1993) ugyancsak festőművész. Ő maga így vall a korai évekről. "Nagyon fontos a családi otthon indító ereje egy ember életében. A munka légköre, a művek, az alkotás öröme, az izgalmas beszélgetések és parázs viták nagy hatással vannak a gyermeki lélekre. Aki fogékony a művészet iránt, az később talán elindul s lassan kibomlik az a világ, amit szeretne megvalósítani. A húgom, Anna is ilyen pályát választott, művészettörténész lett.”. 
A gimnáziumi éveket 1967 és 1971 között a budapesti Képző- és Iparművészeti Szakközépiskolában töltötte. Fotó szakra járt, szeretett tanára Langer Klára volt. Érdeklődött az operatőri foglalkozás iránt is, de végül a festészet mellett döntött. A fotózás szenvedélye azonban végigkíséri pályáját. 1972-től 1977-ig a Magyar Képzőművészeti Főiskola festő tanszékének hallgatójaként tanult. A felvételire Szentiványi Lajos és édesapja készítette fel, mestere a főiskolán Iván Szilárd lett.
1977-ben házasodott össze feleségével, Révész Erzsébet matematika-fizika szakos tanárnővel. Három gyermekük született: Eszter (1979), András (1981), Ádám (1988). 1979-1982 között a család Szegeden élt. Ridovics Péter 1983 óta a Százados úti művésztelep lakója.

### Művészete
Ridovics Péter töprengő, meditatív, vívódó alkat. Érzékeny, lírai expresszionizmussal jeleníti meg művészi témáit. A körülöttünk létező világ elemeit felhasználva hozza létre alkotásait, amelyben a szépség, a harmónia képviseli azt az értéket, amihez igazodni lehet, amiből erőt lehet meríteni. Művészi attitűdjét találóan foglalja össze németországi kiállításának katalógusában Velten Wagner. „Ridovics nem (…) teoretizáló festő, akit absztrakt fogalmak vagy éppen gondolati konstrukciók ábrázolása foglalkoztatna. Ő a képeket nem konstruálja, hanem komponálja. A világot – ahogy az neki magát mutatja, legyen az akár táj vagy éppen személy – neki, a művésznek, nem kell újonnan feltalálnia, struktúráiban elemeznie, új formai viszonyrendszerbe állítania. Az érzéki benyomások birtokba vétele nála mindenekelőtt a prima materián, a színek őseredeti szubsztanciáján keresztül, valamint a természeti és emberi jelenségek lényegébe való érzékeny behatolása révén történik meg. Mintha a festő pontosan figyelő szeme és a minden fény- és színnüanszot, minden lelki hangoltságot érzékelő szív közvetlen összeköttetésben lenne egymással, hogy mindezt hangulatokká sűrítse, szóljanak ezek akár zárt terekről, emberek arcáról, szélesre táruló tájakról. (…) mintha maga a szín, mint önálló alkotó erő, amelynek anyagából ember és tárgy jön létre, vezetné az ecsetet tartó kezet. A színek hangulatokkal, alakzatokkal, mozgásformákkal, ragyogó fényekkel, terek szélesre nyílásával kölcsönös szimbiózisokat alkotnak, ezek pedig a duzzadó életerőtől a tartózkodó melankóliáig az érzéki benyomások és emberi érzések teljes spektrumát nyújtják a képek szemlélőinek.” Ridovics Péter 1977 óta kiállító művész, szerepel hazai és külföldi tárlatokon. Az első gyűjteményes önálló kiállítását 1982-ben Szegeden mutatta be. 1988-ban SZOT Kassák ösztöndíjat kapott. Tagja a MAOE-nak, a Képzőművészeti Szövetségnek és több művészeti társaságnak. Rendszeres kiállító alkotója a „Siklósi Szalonnak.” Munkái megtalálhatók hazai és külföldi gyűjteményekben (Svédország, Hollandia, Németország, Dánia, USA, Spanyolország, Belgium, Franciaország, Ausztria, Ausztrália, Dél-Korea, Japán, Kolumbia).

## Kiállításai (válogatás)
- 1977. Nagymaros, Művelődési Ház, Főiskolai Kollektív Kiállítás;
- 1982. Szeged, Gulácsy Terem;
- 1984. Győr, Városi Könyvtár (Buda István – Kubisch János – Ridovics Péter);
- 1984. Szombathely, Derkovits Terem;
- 1986. Budapest, Társadalom Elméleti Kollégium – Rajk Kollégium (Buda István – Kubisch János – Ridovics Péter);
- 1988. Budapest, Csók István Galéria (Ridovics László – Ridovics Péter);
- 1989. Budapest, Csontváry Terem;
- 1989. Debrecen, Medgyessy Terem (Buda István – Kubisch János – Ridovics Péter);
- 1990. Neumarkt, Ausztria, Dorfgalerie, Neumarkti Szimpozion kiállítása;
- 1991. St. Louis, USA, Az ÚJ Realisták művészeti csoporttal; 1991. Budapest, Józsefvárosi Galéria (Buda István – Kubisch János – Kaubek Péter – Martsa Balázs – Szalai András – Ridovics Péter);
- 1994. Budapest, Hotel Atrium- Hyatt (Ridovics László – Ridovics Péter);
- 1995. Budapest, Stefánia Galéria (Buda István – Ridovics Péter);
- 1995. Halle, Németország, Marienkirche (Buda István– Ridovics Péter);
- 1995. München, Németország, Forum der Technik, Deutsches Museum (Ridovics László – Ridovics Péter);
- 1997. Székelyudvarhely, Románia, Művelődési Ház (Buda István – Kubisch János – Kaubek Péter – Martsa Balázs – Ridovics Péter);
- 1997. Budapest, World Bank, Bank center;
- 1998. Budapest, Bank Center Galéria;
- 1999. Szombathely, Médium Galéria (Rábai Ridovics Ferenc – Ridovics László – Ridovics Péter);
- 2000. Budapest, Bank Center Galéria;
- 2000. Upperud, Svédország, Dalslands Museum;
- 2001. Göteborg, Svédország, Astra Zeneca Galéria;
- 2001. Budapest, Örmény Kulturális Központ;
- 2002. Budapest, World Bank;
- 2003. Budapest, Kempinsky Galéria, Kempinsky Hotel;
- 2004. Budapest, Ráday Galéria;
- 2005. Budapest, Csók István Galéria;
- 2008. Budapest, ELTE Professzorok Klubja (Buda István – Ridovics Péter);
- 2010. Budapest, Angyalföldi József Attila Művelődési Központ;
- 2010. Budapest, Open Atelier, „Routes” (Rábai Ridovics Ferenc– Ridovics László – Ruppert Zsuzsa – Ridovics Péter – Ridovics Eszter – Ridovics András – Ridovics Ádám – Tóth-Ridovics Máté – Tóth Luca);
- 2011. Marcali, Bernáth Aurél Galéria (Buda István – Ridovics Péter);
- 2012. Cegléd, Ceglédi Galéria, Kossuth Művelődési Központ és Könyvtár (Buda István – Ridovics Péter;
- 2013. Engen, Städtisches Museum Engen + Galerie, Peter und die Ridovics – eine Künstlerfamilie aus Ungarn;
- 2016. Budapest, Unitárius egyházközség templomának közösségi terme;
- 2017. Budapest, Józsefvárosi Galéria, Festő Ridovicsok (Ridovics Péter, Ridovics László, Ruppert Zsuzsa, Rábai Ridovics Ferenc);
- 2019. Róma, Magyar Akadémia, a „Siklósi Szalon” közreműködőjeként.